# Dobin am See
Dobin am See est une commune de Mecklembourg-Poméranie-Occidentale, en Allemagne, dans l'arrondissement de Ludwigslust-Parchim.

## Géographie
Dobin am See est située sur la rive nord-est du lac de Schwerin.

## Histoire
La commune de Dobin am See a été créée le 13 juin 2004. Elle est issue de la fusion des anciennes communes de Retgendorf et Rubow.

## Quartiers
- Alt Schlagsdorf
- Buchholz
- Flessenow
- Liessow
- Neu Schlagsdorf
- Retgendorf
- Rubow